# El juez (película de 2015)
El juez, título original en francés L'Hermine, es una película francesa dramática de 2015 dirigida por Christian Vincent. Fue estrenada en la sección oficial del Festival Internacional de Cine de Venecia de 2015 en el que Fabrice Luchini ganó la Copa Volpi al mejor actor. En los 
Premios César de 2016, Sidse Babett Knudsen ganó el César a la mejor actriz secundaria.

## Argumento
El juez Michel Racine es conocido por impartir justicia con mucha severidad. Un día conoce a Ditte Lorensen-Coteret, un miembro del jurado de un caso de homicidio. Ditte es un amor secreto del juez muchos años atrás. 

## Reparto
- Fabrice Luchini como Michel Racine.
- Sidse Babett Knudsen como Ditte Lorensen-Coteret.
- Raphaël Ferret como Teniente Massimet.
- Miss Ming como Jessica Marton.
- Corinne Masiero como Marie-Jeanne Metzer.
- Marie Rivière como Marie-Laure Racine.
- Michaël Abiteboul como Lawyer Jourd'hui.